# Parasymbius macrocerus
Parasymbius macrocerus es una especie de coleóptero de la familia Endomychidae.

## Distribución geográfica
Habita en Luzón (Filipinas).